# گوستاف دیرسن
گوستاف دیرسن (انگلیسی: Gustaf Dyrssen; ۲۴ نوامبر ۱۸۹۱ – ۱۳ مهٔ ۱۹۸۱) شمشیرباز، ورزشکار پنج‌گانه مدرن و سپهبد ارتش اهل سوئد بود.